# Višesava
Višesava (cyr. Вишесава) – wieś w Serbii, w okręgu zlatiborskim, w gminie Bajina Bašta. W 2011 roku liczyła 1706 mieszkańców.